# تیوکولشیکوزید
تیوکولشیکوزید (انگلیسی: Thiocolchicoside) (Muscoril و Myoril و Neoflax) یک داروی شل کننده عضلات با اثرات ضد التهابی و ضد درد است. شیوه عملکرد آن ناشناخته است، اما باور بر این است که از طریق تضاد گیرنده های نیکوتین استیل کولین است. با این حال، به نظر می رسد که آنتاگونیست رقابتی گیرنده های گاباآ و گلیسین نیز باشد. به این ترتیب، فعالیت تشنجی قوی دارد و نباید در افراد مستعد تشنج استفاده شود.

## اثرات جانبی
تهوع، آلرژی و واکنش های وازوواگال، آسیب های کبدی، پانکراتیت، تشنج، اختلالات سلول های خونی، اختلالات شدید پوستی، رابدومیولیز، و اختلالات تولید مثلی، اثرات تراتوژن و آسیب به کروموزوم ها، تغییر اسپرماتوژنز و آزواسپرمی
اگرچه شل‌کننده‌های عضلانی ممکن است عارضه جانبی اصلی آرام‌بخشی را داشته باشند، تیوکولشیکوزید عاری از اثرات آرام‌بخشی است که احتمالاً به دلیل عدم تقویت گیرنده‌های گاباآ است.
فارماکوکینتیک
تیوکولشیکوزید در بدن به متابولیتی به نام ۳-دمیل تیوکولشیسین تجزیه می شود که می تواند به سلول های در حال تقسیم آسیب برساند بنابراین باعث ایجاد سمیت در جنین، تغییرات نئوپلاستیک و کاهش باروری در مردان می شود. بنابراین، دوز خوراکی توصیه شده نباید بیش از ۷ روز و مدت دوز عضلانی از ۵ روز بیشتر باشد. اشکال پوستی و موضعی آن کمتر سمی هستند.